# Olinda
Olinda er en by og kommune i nordøstlige Brasilien med 349.976 (2022) indbyggere.
Byen ligger ved Atlanterhavets kyst i delstaten Pernambuco og er en del af storbyen Recifes opland. Byen blev grundlagt år 1535 og blev den største og vigtigste by i området, i en region med betydende sukkerrørsdyrkniner. Det centrale Olinda med mange historiske bygninger fra kolonitiden har siden 1982 været optaget på UNESCOs Verdensarvsliste.